# 窝底乡
窝底乡，是中华人民共和国四川省阿坝藏族羌族自治州小金县下辖的一个乡镇级行政单位。

## 行政区划
窝底乡下辖以下地区：
春卡村、金山村、成都村和窝底村。